# Trifon Dzanetis
Trifon Dzanetis (Τρύφων Τζανετής, ur. 1918 w Smyrnie, zm. 2001 w Atenach) - był greckim piłkarzem i trenerem.

## Życiorys
Dzanetis, urodzony w roku 1918, był najbardziej znany jako napastnik AEK Ateny w latach 30. i 40., oraz jako partner Kleantisa Maropulosa w linii ataku. W późniejszym etapie kariery został przemianowany na środkowego obrońcę przez swojego trenera.
Podczas swojej kariery piłkarskiej Dzanetis rozegrał jeden mecz w reprezentacji Grecji.
Po zakończeniu kariery Trifon Dzanetis był pięciokrotnie trenerem AEK: w 1952, 1955, 1961, 1962 i 1966. Pomiędzy epizodami w AEK prowadził także grecką drużynę narodową.